# Légitimité
« Illégitime » redirige ici. Pour les autres significations, voir Illégitime (homonymie).
Pour la notion en sociologie, voir Légitimité (sciences sociales).
 (février 2025).
Si vous disposez d'ouvrages ou d'articles de référence ou si vous connaissez des sites web de qualité traitant du thème abordé ici, merci de compléter l'article en donnant les références utiles à sa vérifiabilité et en les liant à la section « Notes et références ».
La légitimité est la qualité de ce qui est fondé en droit, en justice, ou en équité (définition du Petit Larousse).
La légitimité repose sur une autorité qui est fondée sur des bases juridiques ou sur des bases éthiques ou morales, et permet de recevoir le consentement des membres d'un groupe.
En sciences sociales, la légitimité est un accord tacite subjectif et consensuel axé selon des critères éthiques et de mérite quant au bien-fondé existentiel d'une action humaine.
La légitimité est donc différente de la légalité :
- Certains problèmes d'équité ne peuvent être traités efficacement dans le cadre strict du droit.
- Réciproquement, le droit peut dans certains cas comporter des effets secondaires injustes (problème de la sécurité juridique).

Pour les applications de la légitimité au niveau individuel, voir notamment Légitime défense et Filiation légitime.

Le président Richard Nixon reçoit un de ses prédécesseurs, Harry S. Truman, le 21 mars 1969.

## Débats juridiques autour de la légitimité
Le concept de légitimité apparaît lorsqu'une personne ayant une capacité d'action lie celle-ci à un élément de droit, ce que traduit la formule « je suis légitime à faire ceci parce que j'en ai reçu le droit »… ou que c'est juste à ses yeux, donc d'un point de vue éthique.
Ceci pose la question du droit et de son fondement, et de la différence entre le droit dit naturel et le droit positif.
Un problème se pose du fait que le droit, quel que soit le système juridique considéré, peut apparaître comme insuffisant : incohérence, complexité des lois… Par exemple, en dépit des efforts d'harmonisation, certains codes peuvent présenter quelques incohérences entre eux. On est face à des problèmes de sécurité juridique. On a encore la possibilité dans ce cas de faire appel à la jurisprudence, c'est-à-dire au retour d'expérience dans des cas similaires, ce qui reste dans le cadre du droit.
Mais on a surtout la possibilité de faire appel au droit naturel qui ne se reçoit pas de l'extérieur d'une autorité constituée, mais nait de la pratique jugée juste, nécessaire (éthique) d'une action par son auteur. Et ce droit précède toutes les autres formes. Ainsi, on peut considérer que l'esclavage est inacceptable d'un point de vue éthique, et d'abord pour l'esclave, même si le droit de tel ou tel pays l'ignore ou le conteste.
Comme la légitimité participe au fondement d'une action, elle se trouve naturellement opposable au tiers, au droit revendiqué d'un côté, fait pendant le devoir de l'autre partie.
Toute la question est alors d'apprécier la forme et la réalité de cette référence au droit, puis d'observer le vécu des situations où une référence est faite à la légitimité.
Faire référence à une légitimité n'est naturellement pas neutre : celui qui le fait tend, peu ou prou, à user d'un principe d'autorité. Il peut s'agir, par exemple, de marquer son adossement à une structure d'autorité (puissance publique, responsable d'une organisation), ou à l'inverse d'une tentative pour marquer ses raisons d'échapper à cette structure d'autorité…, ou en invoquer une autre ! Et les légitimités sont à la fois multiples et souvent distinctes pour partie de la légalité : on peut trouver des situations légales et légitimes, légales et non légitimes pour certaines, légitimes et non légales (en fait souvent pas encore devenues légales).
Face à un administré, un fonctionnaire en situation de contrôle sera assez naturellement conduit à se référer à la légitimité, qui lui est donnée par sa condition d'agent d'exécution de l'action de l'État. Mais il pourra aussi à l'opposé, donner un fondement différent à sa légitimité d'agir pour justifier un choix non conforme à l'application stricte des règlements. Les colons de Gaza cherchaient à convaincre les soldats venus les évacuer qu'il y avait une légitimité plus forte à ne pas obéir aux ordres de leur hiérarchie, qu'à les suivre.
L'autre grand débat autour de la légitimité est celui du rapport entre une légitimité découlant d'une autorité établie de manière formelle, et une légitimité en rapport avec une compétence effective (capacité à arriver au résultat voulu dans une situation d'action donnée), souvent liée à une maîtrise scientifique. Exprimée en d'autres termes, la question est celle du statut d'une légitimité formelle, si celle-ci n'est pas appuyée par une compétence effective.
Comme on le perçoit, les débats autour de la légitimité confrontent une attitude de respect affirmé des principes du droit avec l'idée que ceux-ci doivent primer, et une contestation de cette attitude, au nom de principes posés comme supérieurs, soit sur une situation particulière, soit d'une manière systématique.

## Perception de la légitimité en fonction du système juridique
La légitimité sera perçue très différemment selon la nature du système juridique :
- en common law, où la part de droit mou est forte, c'est davantage la référence à des normes éthiques ou morales qui justifie des actions, ce qui contribuera à faire évoluer le droit ;
- en droit civil, la légitimité renvoie davantage à des normes de droit.

Toute la difficulté posée par la légitimité d'actions en droit international est justement l'hétérogénéité des systèmes juridiques dans le monde.

### Dans le système juridique de droit civil
Dans ce système juridique, il faut distinguer le droit civil, tel qu'il est apparu au début du XIXe siècle (code civil, communément appelé « code Napoléon »), et le droit positif, apparu avec les théories du normativisme de Hans Kelsen au XXe siècle. Le normativisme s'est développé en réalité à des degrés divers dans les pays de droit civil.
Comme on le sait, on distingue deux grandes approches du droit :
- le droit positif, qui renvoie à l'édifice des lois, règlements et jurisprudences applicables par le pouvoir judiciaire dans un territoire donné, intimement lié à l'autorité de l'État et à l'exercice des pouvoirs exécutifs et législatifs qui l'accompagnent ;
- le droit naturel fondé principalement sur le sentiment, parfois très fort, de la recherche d'une équité s'imposant comme devoir de fait.

Cette distinction induit spontanément deux formes de légitimité, celle qui découle de l'application du droit positif et qui renvoie aux structures d'autorité et aux lois, celle qui découle d'une perception individuelle forte en rapport avec des valeurs morales.
On perçoit très vite que ces deux formes de légitimité ne coïncident pas nécessairement, d'où des conflits inévitables.
Le droit positif a engendré la notion de hiérarchie des normes. Dans cette hiérarchie, le bloc de constitutionnalité, dans lequel se trouvent définis les droits fondamentaux et les principes de souveraineté (c'est le cas de la constitution de 1958 en France) se trouve au plus haut niveau de la hiérarchie. On verra dans les paragraphes légitimité de la défense des droits de l'homme et de l'environnement quelles en sont les conséquences sur le droit.

### Dans les pays decommon law
Dans les pays de common law (notamment les États-Unis), le droit écrit est beaucoup moins développé que dans les pays de droit civil. C'est donc le recours à des normes éthiques qui prévaut pour légitimer des actions. Ces normes peuvent ensuite être transformées en droit interne (acts), ou en droit international via la capacité que se donnent ces États à influencer les instances internationales, intergouvernementales, ou non gouvernementales, et via les réseaux internet.

## Légitimité politique
Max Weber distingue "trois types purs de la domination légitime" : traditionnel, charismatique, légal-rationnel.
À de rares exceptions près (Saint-Siège, Liechtenstein, Monaco), les  XVIIIe et XIXe siècles européens ont substitué à la légitimité traditionnelle une nouvelle forme de légitimité (à la suite d'une invasion étrangère, d'une révolution de palais, d'un coup d'État parlementaire, de l'usurpation du trône, d'une abdication, de la proclamation de la république ou de la démocratie, ou encore d'un putsch). L'attachement à la légitimité précédente porte depuis lors le nom générique de légitimisme : jacobitisme en Angleterre, en Écosse et en Irlande, légitimisme en France, carlisme en Espagne, miguélisme au Portugal, voire sanfédisme en Italie du Sud.
Le caudillisme, le césarisme, le bonapartisme, les fascismes, le franquisme, le salazarisme, le péronisme, le nassérisme, le baathisme, etc. reposent quant à eux sur un charisme autoritaire.

### Légitimité démocratique
Dans les démocraties représentatives, le responsable politique tire sa légitimité de son élection. La question de sa légitimité lorsqu'il se révèle moins compétent que les experts d'un domaine, totalement incompétent devient de plus en plus fréquent, compte tenu de la complexité des problèmes à traiter, et il est d'autant moins aisé à trancher que l'opinion publique se place rapidement en position d'arbitre de fait. Pour éviter un glissement vers une forme nouvelle gouvernance mêlant technocratie et démocratie directe, où le pouvoir des politiques s'effaceraient devant les experts les plus habiles à vendre leur point de vue à l'opinion, les politiques cherchent de plus en plus à bien séparer l'option politique, fondée sur la légitimité du responsable élu, et le débat d'experts, car la règle est le pluralisme des avis. Les politiques vont parfois jusqu'à déléguer leur autorité à une instance constituée à partir de son expertise, avec le risque d'en perdre le contrôle[réf. nécessaire].

## Légitimité et développement durable
Le développement durable, défini par les instances internationales comme « équitable, viable, vivable », peut induire des questions de légitimité d'actions, sur les deux piliers social (droits de l'homme, terrorisme) et environnemental (changement climatique, biodiversité…).
Les États-Unis, par exemple, ont lancé depuis la fin de la guerre froide une politique intégrant l'ensemble de ces aspects : le système juridique a été entièrement revu (voir policy analysis), particulièrement à la suite des attentats du 11 septembre 2001, avec l'aide d'une équipe de juristes proches du président américain et des réflexions sur la souveraineté (voir Stephen Krasner). La politique d'aide aux entreprises a été poursuivie (voir US government advocacy center), une réflexion sur la politique d'innovation a été engagée (voir Paul Romer).

### Légitimité de la défense des droits de l'homme
Le non-respect des droits de l'homme est quelquefois invoqué en droit international pour légitimer des interventions dans des pays où ceux-ci ne sont pas respectés, malgré le principe d'autodétermination et le principe de non-ingérence.
Une illustration parmi d'autres peut être donnée par l'intervention humanitaire forcée, où un État considère qu'il doit intervenir en dehors des conventions internationales pour sauver des populations en danger, en fondant sa légitimité sur la gravité du risque à prévenir (devoir d'ingérence humanitaire).
On peut ainsi invoquer la défense des droits de l'homme pour justifier la mise en œuvre de reportings internationaux sur les territoires, comportant un grand nombre d'indicateurs à gérer.

### Légitimité de la défense de l'environnement
Il se trouve que, en France, depuis que les droits et devoirs relatifs à l'environnement sont inclus dans le préambule de la constitution, avec la charte de l'environnement de 2004, l'environnement étant considéré comme un droit fondamental (avec des devoirs) comme les droits de l'homme, la frontière entre droit positif et droit naturel évolue considérablement. Plus encore, les questions environnementales, qui étaient traitées au 3e niveau (législatif) de la hiérarchie des normes, avec les lois contenues dans le code de l'environnement, sont catapultées au plus niveau.
Il existe d'autre part une interférence très forte entre le droit communautaire, qui établit une grande quantité de législation relative à l'environnement dans le premier pilier de l'Union européenne et le droit des États membres qui peut appartenir à différents systèmes juridiques (droit civil ou common law). Les implications de l'environnement sur des secteurs stratégiques comme l'énergie, l'industrie (chimie et directive REACH) sont tels que l'autorité des États peut s'en trouver diminuée.
Les pays qui ont un système juridique de common law (États-Unis, Royaume-Uni) ont dans ce contexte la possibilité d'invoquer la légitimité de la défense de l'environnement pour utiliser les enjeux de développement durable comme politique d'influence et de domination par la connaissance : influence au niveau des institutions européennes (via les ONG), définition de règles dans le commerce international (via l'OMC, la chambre de commerce internationale, le BASD, le WBCSD…), protection de l'innovation par le droit de la propriété intellectuelle et le droit du secret des affaires…
En contrepartie, le protocole de Kyoto ne suffit pas à traiter tous les problèmes relatifs à l'environnement, car il est surtout adapté à l'industrie lourde, et ne peut traiter seul efficacement les croisements entre les trois piliers du développement durable que sont le social, l'environnemental et l'économique.

## Menace potentielle d'affaiblissement des structures
Du fait de la légitimité quelquefois invoquée pour des actions internationales sur la défense de l'environnement (règles du commerce international et propriété intellectuelle essentiellement, se reportant dans l'économie de l'immatériel sur les normes comptables) ou des droits de l'homme (ingérence), il peut y avoir des risques d'affaiblissement des structures de décision.
Ces menaces peuvent se manifester jusqu'au plus haut niveau des États ou des ensembles en cours d'organisation (Union européenne), voire menacer les souverainetés. Dans l'Union européenne, le droit communautaire s'applique très largement sur le premier pilier de l'Union européenne via le principe de subsidiarité (ou de suppléance). Des interférences sur les questions de services publics avec les droits nationaux permettent peut-être d'interpréter l'échec du projet de Traité constitutionnel européen lors du référendum de 2005 en France et aux Pays-Bas.
Les menaces peuvent aussi se manifester dans les entreprises d'une façon insidieuse du fait que la frontière entre l'espionnage industriel (au sens classique du terme) et l'investigation légale en sources ouvertes (information grise ou même blanche) est devenue floue, et que les techniques modernes (moteurs de recherche) rendent les recherches d'information très aisées.